# Harpolithobius anodus
Harpolithobius anodus är en mångfotingart som först beskrevs av Robert Latzel 1880.  Harpolithobius anodus ingår i släktet Harpolithobius och familjen stenkrypare. Inga underarter finns listade i Catalogue of Life.